# Polymethylmethakrylát
Polymethylmethakrylát (PMMA), běžně známý jako plexisklo nebo akrylátové sklo je průhledný syntetický polymer s vlastnostmi termoplastu. Připravuje se polymerací v bloku, ale i suspenzí, event. v emulzi nebo v roztoku. Bloková polymerace současně tvaruje výrobek (provádí se ve formách, které mají tvar budoucího výrobku). Polymethylmethakrylát se prodává pod řadou názvů (Perspex, Umaplex, Plexiglas, Acron, Acrylon). Slouží pro výrobu tzv. organického skla a různých výrobků pro domácí a technickou potřebu.

## Výroba
Polymerace esterů kyseliny methakrylové pro výrobu plastů je většinou bloková nebo suspenzní. Z používaných esterů má největší význam methylmethakrylát. V průmyslové praxi se používá několik technologií blokové polymerace, lišících se hlavně tvarem polymerační formy (pro výrobu desek, trubek a tyčí). Výrobek se často označuje jako organické sklo.
Při blokové polymeraci se získá nezesíťovaný produkt (průměrná hmotnostní molární hmotnost je 0,5×106 až 1,5×106 nebo částečně zesíťovaný produkt s velmi dobrými vlastnostmi. Obchodní materiály bývají asi z 54 % syndiotaktické, ze 37 % ataktické a z 9 % izotaktické a zcela amorfní.

### Bloková polymerace a zpracování polymeru
Předpolymer methylmethakrylátu polymeruje vlivem iniciátoru a tepla mezi dvěma paralelně uloženými silikátovými skly. Čistý, nestabilizovaný polymer se v předpolymerizačním kotli o obsahu 100–1000 l zahřeje na 60 až 100 °C a rozpustí se v přibližně 0,1 % azobisisobutyronitrilu nebo dilauroylperoxidu. Předpolymerizace se sleduje podle změny indexu lomu a viskozity a přeruší se ochlazením po dosažení zhruba 5% konverze. Předpolymer se zfiltruje do hliníkového zásobníku, ze kterého se podvažuje pro jednotlivé desky.
Pro přípravu forem se používají dvě skleněné desky, jež jsou distancovány profilem z PVC a utěsněny. Okrajové těsnění musí být stlačitelné, aby desky mohly sledovat smrštění při polymeraci. Formy se vloží do stojanů, naplní se předpolymerem a pak se umístí do temperačních prostorů, kde se zvýšením teploty zahájí polymerace a kde proudící vzduch, nebo voda zajišťují odvádění polymeračního tepla. Polymerační teplota se pohybuje v rozmezí 30–130 °C, polymerační doba se řídí teplotou a tloušťkou desek (např. při výrobě desek o tloušťce 5 mm je doba 9 h, teplota 40 °C a 4 h se zvyšuje ze 40 na 100 °C).
V průmyslovém měřítku byla zavedena i kontinuální bloková polymerizace mezi nekonečnými ocelovými pásy (šířky 3 m a délky 250 m) s flexibilním utěsněním okrajů (PVC-hadicí). Pásy se pohybují po válcích řadou teplotních zón a mezi ně se dávkuje předpolymer. Povrch produktu závisí na úpravě ocelových pásů a jeho kvalita jen výjimečně dosahuje kvality povrchu diskontinuálně vyráběných desek.

### Suspenzní polymerace
Suspenzní polymerace methylmethakrylátu se používá převážně pro výrobu termoplastických materiálů zpracovávaných vstřikováním nebo vytlačování při 170 až 220 °C. Přitom je třeba vést polymeraci tak, aby získaný polymer měl relativně nízkou molekulovou hmotnost, neboť polymery s vysokou molekulovou hmotností se vstřikováním nebo vytlačováním zpracovávat nedají.

## Vlastnosti
Nejcharakterističtější vlastností PMMA je jeho čirost a naprostá bezbarvost i v tlustých vrstvách. To umožňuje nejen jeho dokonalou průhlednost, ale i snadné vybarvování. Odolností proti povětrnosti předčí PMMA všechny běžné termoplasty. I po mnohaletém působení tropického podnebí zjišťujeme jen mimořádně malou změnu jeho čirosti nebo zbarvení.
PMMA je při teplotě 130–140 °C kaučukovitý a snadno tvarovatelný (což ho předurčuje pro výrobu složitých částí přístrojů). Vykazuje i vynikající tvarovou paměť, projevující se vrácením tvarované desky do původního rovného tvaru zahřátím na Tm. Propustnost světla jsou u PMMA asi 92% v celém rozsahu spektra (zasahuje až do UV-oblasti). PMMA má dobré mechanické a elektroizolační vlastnosti, odolává vodě, zředěným alkáliím a kyselinám. Neodolává koncentrovanějším kyselinám a hydroxidům. Rozpouští se v aromatických a chlorovaných uhlovodících, esterech, ketonech, etherech. Dá se dobře mechanicky obrábět. Tepelná odolnost bez zatížení je kolem 80 °C. Je zdravotně nezávadný a rovněž je výhodou snadné spojování PMMA lepením. Jeho nedostatkem je nízká povrchová tvrdost (poškrábe se).
V kyslíkové atmosféře je zápalná teplota PMMA asi 460 °C; při hoření se rozkládá beze zbytku[zdroj?] na oxid uhličitý a vodu. Je stabilní v přírodě, snadno se však rozpouští řadou rozpouštědel.

## Využití

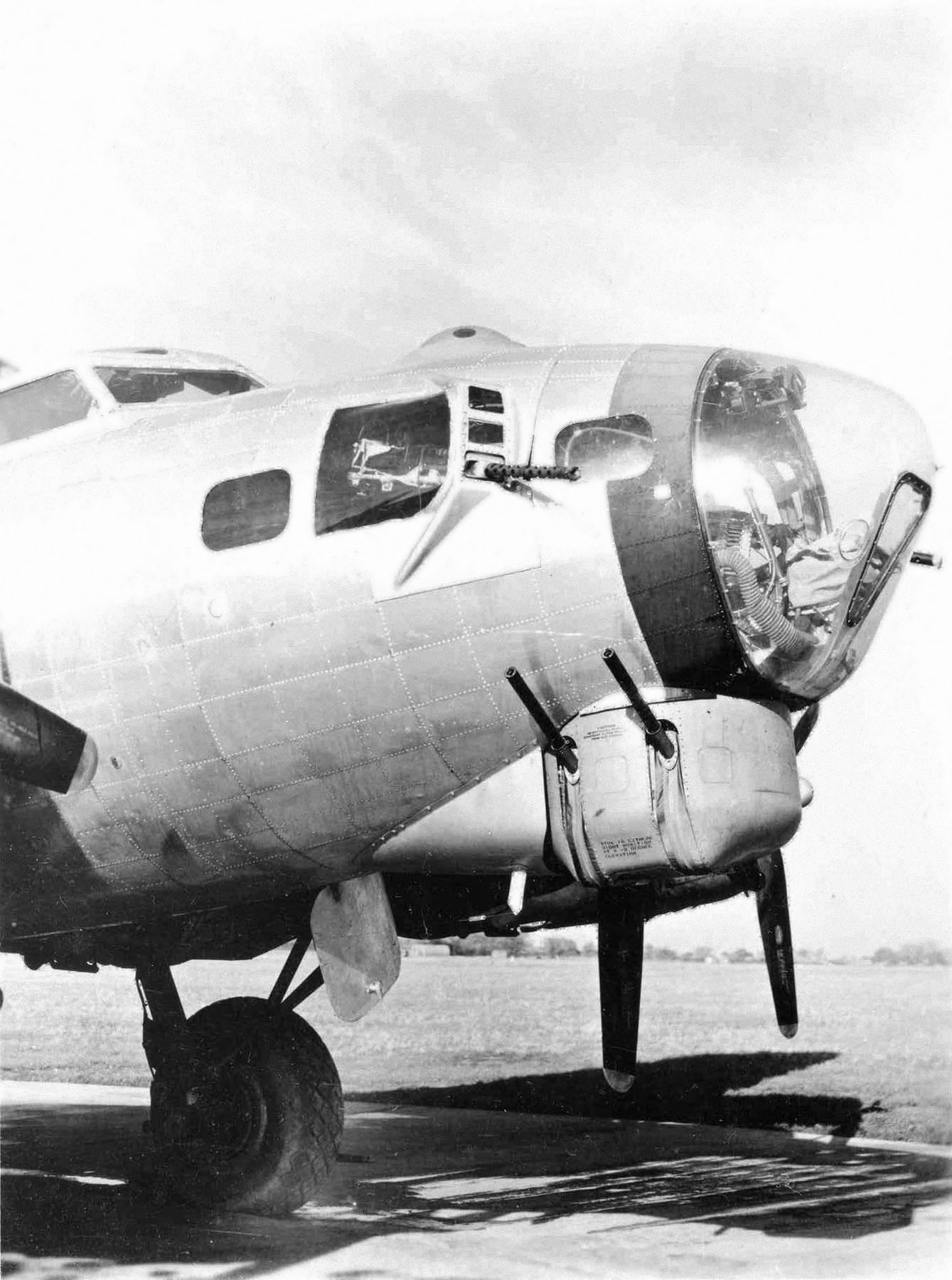
Prosklená příď bombardéru B-17G vyrobená z plexiskla, 1943.

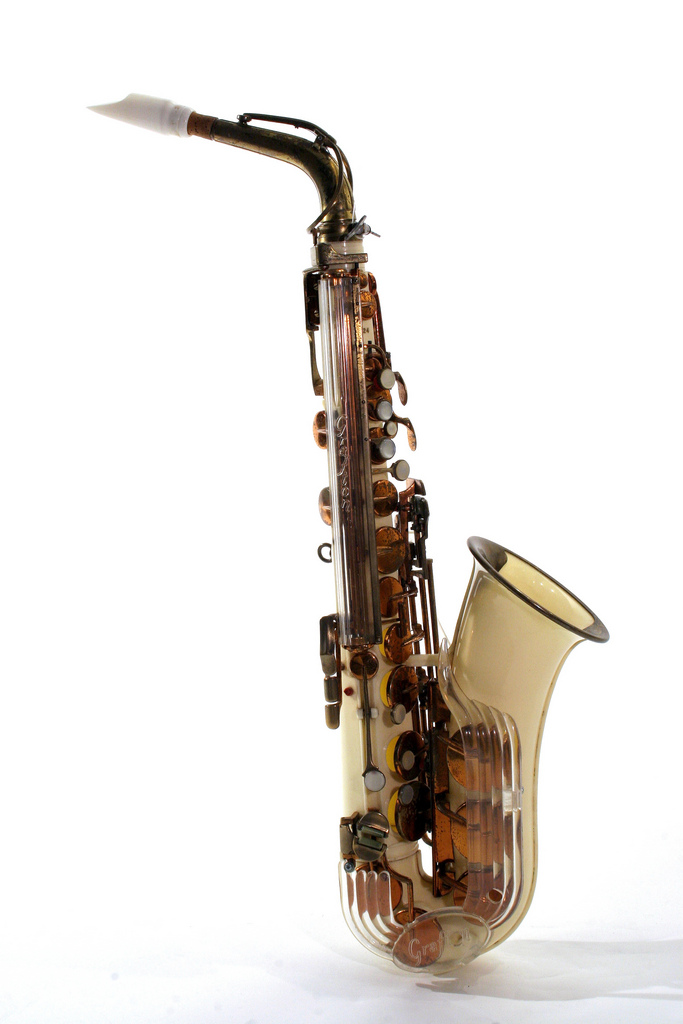
Altový saxofon, 50. léta 20. století

Blokový PMMA je relativně drahý plast. Jeho využití prošlo módní vlnou od 30. do 60. let 20. století. Užíval se například v zábavním průmyslu na hudební nástroje, nebo v módním designu na nábytek, dámskou společenskou obuv či na šperky (pod obchodním názvem Lucit(e)), pod obchodní značkou Perspex s ním experimentovali výtvarníci jako Salvador Dalí nebo Jan De Swart.
V současnosti se užívá jen tam, kde to je funkční, rentabilní a plně se uplatní jeho výhodné vlastnosti: při zasklívání oken dopravních prostředků, při výrobě krytů přístrojů, kancelářských potřeb, hodinkových sklíček apod. Významné jsou aplikace PMMA v zubní protetice (na zubní protézy). Výrobkem pro tyto účely je Dentakryl. Blokovou polymerací se připravují také tzv. optické, měkké kontaktní čočky. Při aplikacích, kde není možné použít sklo, předpolymerizovaný monomer slouží i jako transparentní zalévací hmota.
PMMA se používá v mnoha případech jako náhražka skla; jinou alternativou je polykarbonát. Výhodou PMMA v porovnání se sklem jsou nízké výrobní náklady, snadná možnost ohýbání, nižší hmotnost a větší odolnost vůči nárazům. Nevýhodou je naopak nižší chemická odolnost i tvrdost v jejímž důsledku dochází snadno k jeho poškrábání.
Je také složkou tvrdého tenisového povrchu DecoTurf.
Také se používá při výrobě v sanitárním průmyslu.

## Zpracování
Zpracování PMMA se provádí obvykle při teplotách 240 až 250 °C. Lze používat všechny běžné technologie tvarování plastů jako například vstřikování, lisování a tažení. K nejběžnějším polotovarům patří desky a tyče.
PMMA lze spojovat s pomocí kyanoakrylátového lepidla (tzv. sekundové lepidlo), tepelně (roztavením povrchu) nebo s využitím rozpouštědel jako je např. dichlormethan nebo trichlormethan. Tímto způsobem lze vytvářet téměř neviditelné spoje.

## Výrobci
Materiál byl vyvinut současně v několika laboratořích chemiky jako William Chalmers, Otto Röhm nebo Walter Bauer roku 1928 a uveden na trh uveden roku 1933 společností Röhm & Haas AG a jejími partnery pod chráněnou značkou Plexiglas, kterou dosud užívá jejich nástupnická firma Evonik.
Blokový PMMA pro Českou republiku vyrábějí PCHZ Žilina jako Akrylon a podnik Synthesia a. s. Pardubice. Světová výroba PMMA činí ročně asi 0,5 milionů tun, z nichž asi 50 % lité produkty. Světová výroba stále roste.